# Eat to the Beat
Eat to the Beat (с англ. — «Ешьте в ритме») — четвёртый студийный альбом американской группы Blondie, сертифицирован как платиновый в Соединённых Штатах, где год продержался в чарте Billboard. Хотя альбом и достиг в Америке только 17-й позиции, но по версии того же Billboard входит в десятку лучших альбомов 1980 года. Также пластинка стала № 1 в Великобритании в октябре 1979 года и была сертифицирована как платиновая по версии BPI.

## Об альбоме
Альбом записан в различных стилях, здесь представлены и поп, и панк, регги, фанк и колыбельная. Три сингла с альбома были выпущены в Великобритании («Dreaming», «Union City Blue» и «Atomic»). «The Hardest Part» был выпущен в качестве второго сингла в США вместо «Union City Blue». Согласно аннотациям буклета к сборнику 1994 года The Platinum Collection песня «Slow Motion» была изначально запланирована, как четвёртый сингл с альбома, Майк Чепмен даже сделал ремикс на этот трек. После неожиданного успеха «Call Me» (песня для фильма «Американский жиголо»), эти планы были отложены в долгий ящик и сингловый микс «Slow Motion» остался неизданным. Тем не менее, альтернативный микс на этот трек под названием «The Stripped Down Motown Mix» выпускался Chrysalis/EMI в середине 1990-х годов.
Eat to the Beat был переиздан лейблом EMI в 1994 году и EMI-Capitol в 2001 году с четырьмя бонус-треками. Ремастеринг 2001 года был снова переиздан в 2007 году (26 июня в США и 2 июля в Великобритании), но уже без четырёх бонус-треков. В это же время был переиздан и видеоальбом на DVD.

## Список композиций
| №  | Название                 | Автор(ы)                      | Длительность |
| -- | ------------------------ | ----------------------------- | ------------ |
| 1. | «Dreaming»               | Дебби Харри, Крис Стейн       | 3:02         |
| 2. | «The Hardest Part»       | Дебби Харри, Крис Стейн       | 3:37         |
| 3. | «Union City Blue»        | Дебби Харри, Найджел Харрисон | 3:19         |
| 4. | «Shayla»                 | Крис Стейн                    | 3:51         |
| 5. | «Eat to the Beat»        | Дебби Харри, Найджел Харрисон | 2:35         |
| 6. | «Accidents Never Happen» | Джимми Дестри                 | 4:10         |

| №                   | Название                   | Автор(ы)                   | Длительность |
| ------------------- | -------------------------- | -------------------------- | ------------ |
| 1.                  | «Die Young Stay Pretty»    | Дебби Харри, Крис Стейн    | 3:27         |
| 2.                  | «Slow Motion»              | Лаура Дэвис, Джимми Дестри | 3:25         |
| 3.                  | «Atomic»                   | Дебби Харри, Джимми Дестри | 4:35         |
| 4.                  | «Sound-A-Sleep»            | Дебби Харри, Крис Стейн    | 4:12         |
| 5.                  | «Victor»                   | Дебби Харри, Фрэнк Инфанте | 3:19         |
| 6.                  | «Living in the Real World» | Джимми Дестри              | 2:38         |
| Общая длительность: | Общая длительность:        | Общая длительность:        | 42:26        |

| №                   | Название | Автор(ы)                     | Длительность |
| ------------------- | --- | ---------------------------- | ------------ |
| 13.                 | «Die Young Stay Pretty (Live BBC 31.12.1979)» (запись сделана в канун Нового года в концертном зале The Apollo Theatre в Глазго, Шотландия) | Дебби Харри, Крис Стейн      | 3:27         |
| 14.                 | «Seven Rooms of Gloom (Live BBC 31.12.1979)» (запись сделана в канун Нового года в концертном зале The Apollo Theatre в Глазго, Шотландия)  | Холланд — Дозье — Холланд    | 2:48         |
| 15.                 | «Heroes» (концертная запись, вторая сторона сингла «Atomic», запись сделана 12 января 1980 года в The Hammersmith Odeon, Лондон)            | Дэвид Боуи, Брайан Ино       | 6:19         |
| 16.                 | «Ring of Fire» (концертная запись, саундтрек к кинофильму «Техперсонал»)                                                                    | Джун Картер Кэш, Мерл Килгор | 3:30         |
| Общая длительность: | Общая длительность: | Общая длительность:          | 59:20        |

## Участники записи
Список составлен по сведениям базы данных Discogs.
Blondie:
- Дебби Харри — вокал
- Крис Стейн — гитара
- Клем Бёрк — ударные
- Джимми Дестри[англ.] — клавишные; бэк-вокал на «Die Young Stay Pretty» и «Victor»
- Найджел Харрисон[англ.] — бас-гитара
- Фрэнк Инфанте[англ.] — гитара; бэк-вокал на «Die Young Stay Pretty» и «Victor»

| Приглашённые музыканты: - Майк Чепмен — бэк-вокал на «Die Young Stay Pretty» и «Victor» - Донна Дестри — бэк-вокал на «Living in the Real World» - Роберт Фрипп — гитара на «Atomic» - Элли Гринвич — бэк-вокал на «Dreaming» и «Atomic» - Лорна Лафт — бэк-вокал на «Accidents Never Happen» и «Slow Motion» - Рэнди Хеннес — гармоника на «Eat to the Beat» | Технический персонал: - Майк Чепмен — продюсер - Дэвид Тикл — звукорежиссёр - Питер Колман — звукорежиссёр - Стив Холл — мастеринг - Кевин Флаэрти — продюсер переиздания 2001 года - Билли Басс — арт-директор - Норман Сифф — фотография обложки и художественное оформление - Джон Ван Хамерсвельд — разработка шрифта, дизайн |

## Видеоальбом
Blondie также выпустили видеоальбом, где содержались музыкальные видео на каждую из 12 песен пластинки. Это был первый подобный проект в поп и рок-музыке. Большая часть музыкальных видео были сняты в Нью-Йорке и окрестностях, кроме «Union City Blue», который снят в доках Уихокена. Режиссёром всех съёмок был Дэвид Маллет, продюсировал Пол Флэттери. Видео первоначально распространялось как промо-VHS, позже было официально выпущено на видеокассетах и видеодисках в октябре 1980 года.

### Список композиций
| №  | Название                | Видеоклип | Длительность |
| -- | ----------------------- | --------- | ------------ |
| 1. | «Eat to the Beat»       |           | 2:33         |
| 2. | «The Hardest Part»      |           | 3:38         |
| 3. | «Union City Blue»       |           | 2:53         |
| 4. | «Slow Motion»           |           | 3:10         |
| 5. | «Shayla»                |           | 3:50         |
| 6. | «Die Young Stay Pretty» |           | 3:17         |

| №                   | Название                   | Видеоклип           | Длительность |
| ------------------- | -------------------------- | ------------------- | ------------ |
| 1.                  | «Accidents Never Happen»   |                     | 4:04         |
| 2.                  | «Atomic»                   |                     | 4:31         |
| 3.                  | «Living in the Real World» |                     | 2:32         |
| 4.                  | «Sound-Asleep»             |                     | 4:11         |
| 5.                  | «Victor»                   |                     | 3:10         |
| 6.                  | «Dreaming»                 |                     | 2:58         |
| Общая длительность: | Общая длительность:        | Общая длительность: | 40:47        |

## Позиции в хит-парадах и уровень продаж
| Хит-парад (1979—1980)               | Высшая позиция | Пребывание в чарте |
| ----------------------------------- | -------------- | ------------------ |
| Австралия (Kent Music Report)       | 9              | нет данных         |
| Австрия (Ö3 Austria)                | 19             | 4 недели           |
| Великобритания (UK Albums Chart)    | 1              | 38 недель          |
| Дания (B.T. Hit-Paraden)            | 4              | нет данных         |
| Канада (RPM Top Albums/CDs)         | 6              | 39 недель          |
| Нидерланды (Album Top 100)          | 16             | 6 недель           |
| Новая Зеландия (RMNZ)               | 3              | 31 неделя          |
| Норвегия (VG-lista)                 | 6              | 28 недель          |
| США (Billboard 200)                 | 17             | 51 неделя          |
| Финляндия (Suomen virallinen lista) | 3              | 19 недель          |
| ФРГ (Offizielle Top 100)            | 23             | 8 недель           |
| Швеция (Sverigetopplistan)          | 2              | 10 недель          |

| Хит-парад (1979)                   | Позиция |
| ---------------------------------- | ------- |
| Австралия (Kent Music Report)      | 63      |
| Великобритания (BMRB)              | 21      |
| Канада (RPM Year-End)              | 58      |
| Хит-парад (1980)                   | Позиция |
| Австралия (Kent Music Report)      | 56      |
| Великобритания (Gallup Poll)       | 34      |
| Канада (RPM Year-End)              | 67      |
| США (Billboard Top Popular Albums) | 8       |

### Сертификации
| Регион                                                      | Сертификация  | Продажи    |
| ----------------------------------------------------------- | ------------- | ---------- |
| Австралия (ARIA)                                            | Платиновый    | 50 000^    |
| Великобритания (BPI)                                        | Платиновый    | 500 000    |
| Дания (IFPI Danmark)                                        | Золотой       | 50 000^    |
| Канада (Music Canada)                                       | 2× Платиновый | 200 000^   |
| Новая Зеландия (RMNZ)                                       | Золотой       | 7500^      |
| США (RIAA)                                                  | Платиновый    | 1 000 000^ |
| ^ Данные о тиражах приведены только на основе сертификации. |               |            |